# Nájera
Nájera község Spanyolországban, La Rioja autonóm közösségben. Nájera Alesón, Alesanco, Tricio, Arenzana de Abajo, Camprovín, Cárdenas, Badarán, Cordovín, Azofra, Hormilla, San Asensio, Hormilleja, Torremontalbo, Uruñuela és Huércanos községekkel határos. Lakosainak száma 8174 fő (2024).
Folyója a Najerilla.

## Népesség
A település népessége az elmúlt években az alábbi módon változott:
| Lakosok száma | 7110 | 7560 | 8073 | 8474 | 8427 | 8268 | 8088 | 8045 | 8069 | 8174 |
|               | 2001 | 2004 | 2007 | 2009 | 2012 | 2014 | 2017 | 2019 | 2022 | 2024 |